# Дриллер, Христиан Давидович
Христиан Давыдович Дриллер (21 августа 1942, с. Розовка, Келлеровский район, Кокчетавская область, Казахская ССР) — казахстанский государственный деятель. Депутат Верховного Совета Республики Казахстан XII созыва.

## Биография
Дриллер Христиан Давыдович родился 21 августа 1942 года в селе Розовка Келлеровского района Кокчетавской области Казахской ССР.

### Образование
В 1966 году окончил Сибирский автомобильно-дорожный институт по специальности инженер-механик.

### Трудовая деятельность
Трудовую деятельность начал в 1960 году слесарем.
В 1966-1969 годах - после окончания института работал инженером, начальником отдела треста «Рендормаш» Минавтодора Казахской ССР.
В 1969-1975 годах - главный инженер спецуправления механизации строительства дорожно-строительного треста.
С 1975 по 1990 годы начальник управления, управляющий трестом «Казнефтедорстрой» крупнейшего дорожно-строительных предприятий республики.
В 1990–1991, 1992–1993 годах - председатель Комитета Верховного Совета Республики Казахстан по вопросам развития промышленности, транспорта и связи. 
Постановлением Верховного Совета РК от 1 июля 1992 года № 1476-XII был избран председателем данного комитета и включён в состав Президиума Верховного Совета. 
В 1991–1992 годах - председатель Государственного комитета Казахской ССР по поддержке новых экономических структур и ограничению монополистической деятельности.
В 1994 году - президент промышленно-финансовой ассоциации «КаНеО» (март–сентябрь), а с сентября 1994 года — президент акционерного общества «Тау».
Активно участвовал в развитии немецкого общественного движения в Казахстане, стоял у истоков регистрации региональных отделений общества «Возрождение (Wiedergeburt)», вместе с такими фигурами, как А. Мерц и К. Эрлих. 

## Общественная деятельность
Дриллер Христиан Давидович - депутат Верховного Совета Республики Казахстан 12-го созыва (1990–1993) от Каскеленского избирательного округа №28 Алма-Атинской области.

## Научная деятельность
Христиан Дриллер также известен как изобретатель. Он является автором ряда технических разработок и патентов, в том числе: 
- Способ приготовления асфальтобетонных смесей на основе битумсодержащих пород и устройство для его осуществления
- Установка для приготовления асфальтобетонных смесей
- Бульдозер
- Одноковшовый экскаватор

## Семья
Христиан Давыдович женат, воспитал троих детей.